# Juan de Coupigny
Juan de Coupigny y Courten (Tarragona, 1828-Madrid, 1890) fue un escritor español, bibliotecario real de Alfonso XII y su hijo Alfonso XIII.

## Biografía
Hijo de Antoine Malet de Coupigny, marqués de Coupigny, cuya familia y él eran naturales de Arras (en el Artois). Su padre se destacó en la Guerra de la Independencia durante la Batalla de Bailén, siendo su papel decisivo al frente de la segunda división; y posteriormente capitán general interino de Cataluña, sobresaliendo en el sitio de Gerona en 1809, capitán general de las Islas Baleares en 1812 y entre 1814 y 1820, muriendo en Madrid en 1825. Fue por ello su hijo Juan igualmente militar, pero abandonó las armas por su fuerte inclinación a las letras.
Pronto se dedicó a escribir para el teatro, con comedias de éxito como Cero y van dos, El castillo de naipes, ¡Si yo volviera a nacer!, hasta fines de los años sesenta, y de las que se conservan ejemplares en la Real Biblioteca de Madrid. Eran comedias costumbristas y populares, de fácil éxito y montaje, muy del consumo madrileño. También, en esos años, escribió teatro drámatico con obras "mañana", "amarse y aborrecerse", "unos llevan la fama", "Sólo en el mundo!", "La luna de hiel" entre otras.  Pero en 1869 dejó de escribir obras teatrales y pasó a centrarse en la erudición y la biblioteconomía, pues le hallamos entonces ya en el servicio real de la Real Biblioteca.

## Bibliotecario real
En efecto, el 24 de noviembre de 1869, en plena Revolución de 1868, La Gloriosa, entró como oficial sin sueldo en la Real Biblioteca. En los meses de junio, julio y agosto de 1870 hace el inventario de la biblioteca particular del que fuera rey, don Francisco de Asís de Borbón y se le asimila en el sueldo a oficial de quintos de Hacienda. En 9 de febrero de 1871 ya se le asigna sueldo. El 1 de enero de 1873 es bibliotecario tercero de Palacio. Logra mantenerse al producirse la restauración monárquica, y el 27 de febrero de 1874 le hallamos como "temporero", pero pronto, el 9 de junio del año siguiente, ya es oficial de segunda con asignación anual de 2.500 pesetas. En los próximos años se mantiene en la plantilla de bibliotecarios de Alfonso XII y del nuevo monarca, Alfonso XIII, falleciendo en Madrid el 21 de abril de 1890. En su expediente consta que le sustituye como oficial el conde de las Navas, Juan Gualberto López-Valdemoro y de Quesada, futuro director de la Real Biblioteca. Compartió plaza de bibliotecario real junto a Juan Abdón y José María Nogués, bajo la dirección primero de Manuel Carnicero Weber y luego, casi todo su tiempo, bajo la de Manuel Remón Zarco del Valle, que todavía era bibliotecario mayor al morir Coupigny. Los años en que sirvió Coupigny fueron de tránsito de una época a otra en la Real Biblioteca, de un período en que todavía casi se consideraba "de Cámara" a otro en que ya fue frecuentada por investigadores como Marcelino Menéndez Pelayo ganando reconocimiento internacional como centro de investigación.